# Aleksander Kwaśniewski
Aleksander Kwaśniewski, poljski politik, * 15. november 1954, Białogard, Poljska.
Med letoma 1995 in 2005 je bil predsednik Poljske.

## Odlikovanja in nagrade
Leta 2002 je prejel zlati častni znak svobode Republike Slovenije z naslednjo utemeljitvijo: »za zasluge pri utrjevanju prijateljskih meddržavnih odnosov med Republiko Slovenijo in Republiko Poljsko«.